# Tour de Lombardie 1920
La 16e édition de la course cycliste, le Tour de Lombardie a eu lieu le 9 novembre 1920 et a été remportée pour la troisième fois par le Français Henri Pélissier, déjà vainqueur en 1911 et 1913. 

## Classement final
| \| 1. Henri Pélissier \| France \| en \| 8 h 23 min 00 s \| \| 2. Giovanni Brunero \| Italie \| à \| 1 min 20 s \| \| 3. Gaetano Belloni \| Italie \| \| 1 min 20 s \| \| 4. Giuseppe Azzini \| Italie \| \| 11 min 25 s \| \| 5. Louis Luguet \| France \| \| 12 min 18 s \| \| 6. Alfredo Sivocci \| Italie \| \| 17 min 30 s \| \| 7. Federico Gay \| Italie \| \| 17 min 30 s \| \| 8. Lauro Bordin \| Italie \| \| 17 min 30 s \| \| 9. Ugo Agostoni \| Italie \| \| 19 min 10 s \| \| 10. Carlo Galetti \| Italie \| \| 23 min 15 s \| |        |    |                 |
| 1. Henri Pélissier | France | en | 8 h 23 min 00 s |
| 2. Giovanni Brunero | Italie | à  | 1 min 20 s      |
| 3. Gaetano Belloni | Italie |    | 1 min 20 s      |
| 4. Giuseppe Azzini | Italie |    | 11 min 25 s     |
| 5. Louis Luguet | France |    | 12 min 18 s     |
| 6. Alfredo Sivocci | Italie |    | 17 min 30 s     |
| 7. Federico Gay | Italie |    | 17 min 30 s     |
| 8. Lauro Bordin | Italie |    | 17 min 30 s     |
| 9. Ugo Agostoni | Italie |    | 19 min 10 s     |
| 10. Carlo Galetti | Italie |    | 23 min 15 s     |